# Febre zika
Febre zica ou febre zika, também denominada febre por vírus zica, é uma doença causada pelo vírus zica. A maior parte dos casos não apresenta sintomas. Quando se manifestam, são geralmente ligeiros, podem-se assemelhar aos do dengue e geralmente têm duração inferior a sete dias. Os sintomas podem incluir dores de cabeça leves, febre baixa, mal estar, dores nas articulações leves, conjuntivite, prurido e exantema maculopapular. A doença ainda não causou mortes registadas durante a infeção inicial. A infeção tem sido associada à síndrome de Guillain-Barré.
A febre por vírus zica é transmitida principalmente pela picada dos mosquitos do género Aedes. Pode também ser potencialmente transmitida por contacto sexual e transfusões de sangue. A doença pode também ser transmitida de mãe para filho durante a gravidez e causar microcefalia. O diagnóstico é feito com análises ao sangue, urina ou saliva, que detectam a presença do ARN do vírus quando a pessoa está doente.
A prevenção envolve a diminuição das picadas dos mosquitos em áreas onde ocorre a doença. Entre as principais medidas estão a utilização de repelente de insetos, cobrir a maior parte do corpo com roupa, redes mosquiteiras e eliminação de águas estagnadas onde os mosquitos se reproduzem. Não existe vacina eficaz. As autoridades de saúde recomendam que as mulheres nas áreas afetadas por surtos considerem adiar a gravidez e que as grávidas não viajem para áreas onde estejam a ocorrer surtos. Embora não exista tratamento específico, o paracetamol pode ajudar a aliviar os sintomas. Raramente é necessário tratamento hospitalar.
O vírus que causa a doença foi isolado pela primeira vez em 1947. O primeiro surto documentado entre pessoas ocorreu em 2007 nos Estados Federados da Micronésia. À data de janeiro de 2016, a doença ocorria em vinte regiões do continente americano. Há também ocorrências conhecidas na África, Ásia e Pacífico. Devido a um surto que teve início no Brasil em 2015, e com a suposta correlação com casos de microcefalia registrados em recém-nascidos de mães que tiveram a doença, a Organização Mundial de Saúde declarou em fevereiro de 2016 a febre por vírus zica uma emergência de saúde pública global.

## Sinais e sintomas

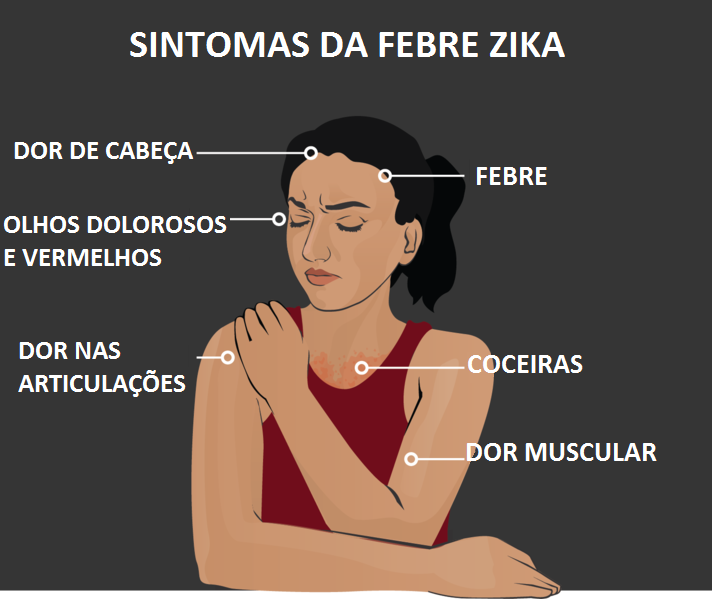
Principais sintomas da febre Zika

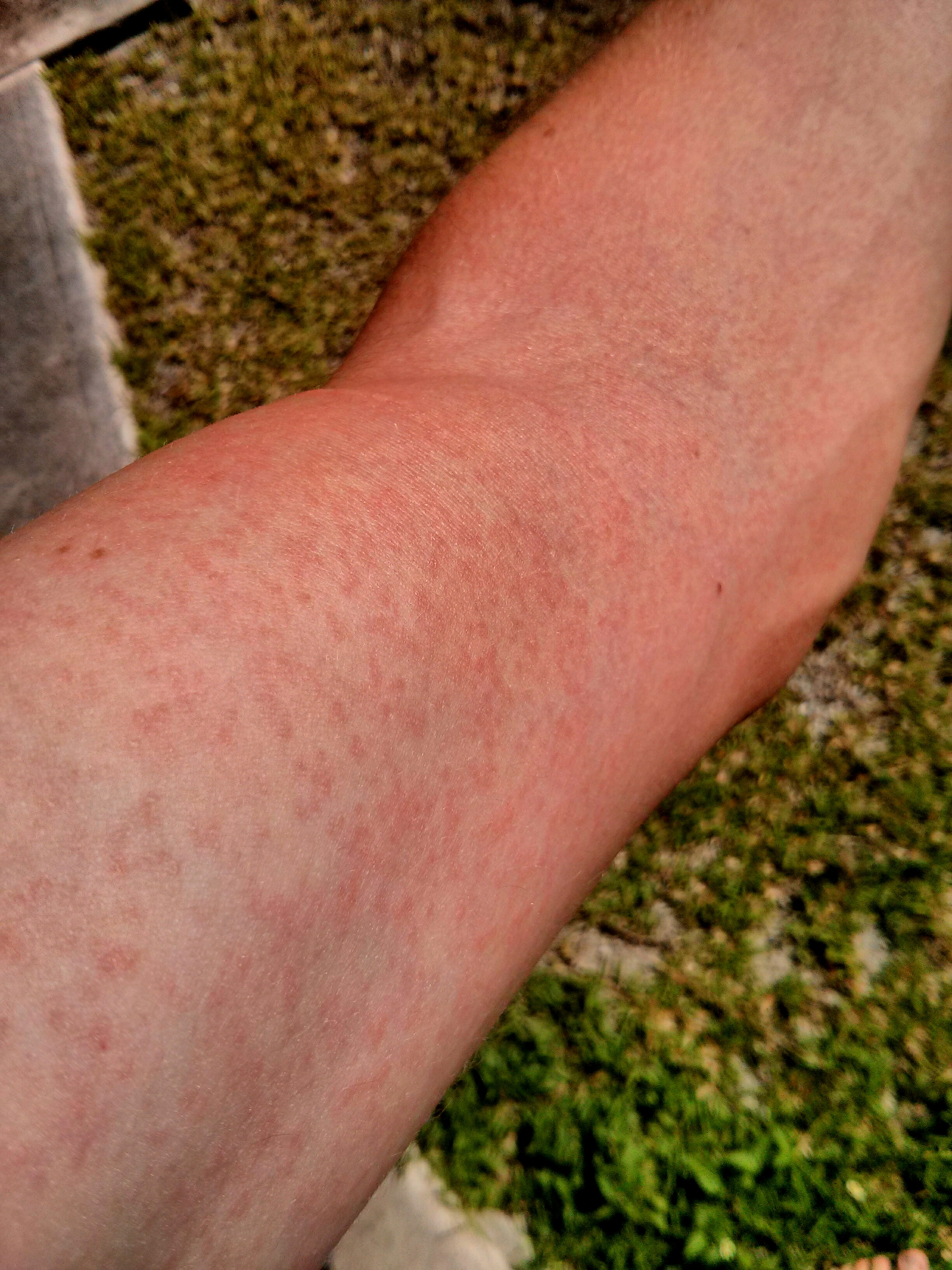
Exantema provocado pelo vírus zica

Aproximadamente 80% das pessoas infectadas não desenvolvem manifestações clínicas. Nos casos sintomáticos, costumam ocorrer dores de cabeça leves, febre baixa, mal-estar, dor articular leve, conjuntivite, prurido e exantema maculopapular (erupção cutânea que não se eleva acima da superfície da pele). Ainda se desconhece o intervalo de tempo entre a picada e o início dos sintomas, mas provavelmente situa-se entre alguns dias e uma semana. A doença dura entre 3 e 7 dias, costuma causar sintomas leves e raramente requer atendimento hospitalar. Só existe um caso documentado de hemorragia, com sangue no sémen.

### Síndrome de Guillain-Barré
As infeções por vírus zica têm sido associadas à síndrome de Guillain-Barré (SGB), que é a fraqueza muscular de início rápido que pode progredir para paralisia. Embora ambas possam ocorrer na mesma pessoa ao mesmo tempo, é difícil apontar conclusivamente o vírus zica como causa da SGB. Vários países afetados pelos surtos de zica têm relatado aumentos nos casos de SGB e há registo na Colômbia de 3 mortes devido a SGB relacionada com o zica.

### Gravidez

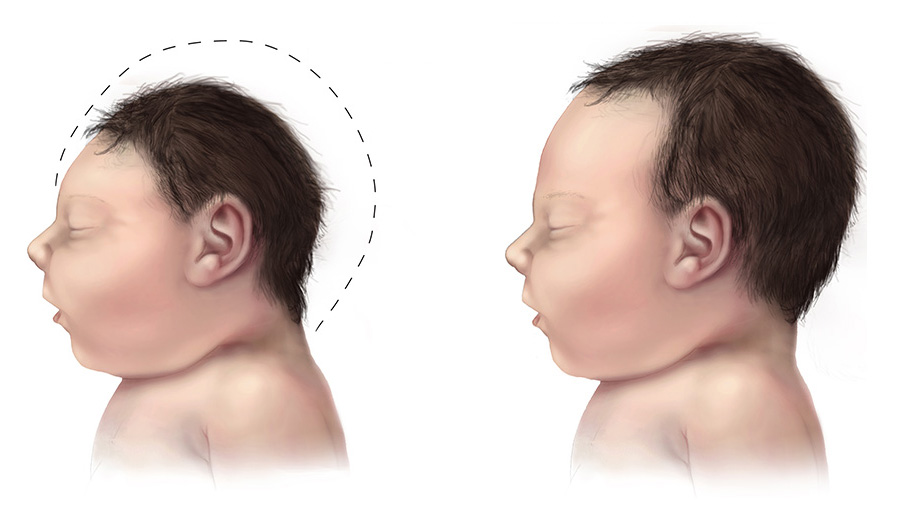
Microcefalia

Acredita-se que a doença possa ser transmitida de mãe para filho durante a gravidez e causar microcefalia. Até 2015, existiam poucos casos relatados na literatura científica.
Em novembro de 2015, o Ministério da Saúde do Brasil detectou na Região Nordeste dois casos de fetos com microcefalia grave e presença de vírus zica no líquido amniótico confirmada por amniocentese. Em ambos os casos, as ecografias demonstraram que o perímetro cefálico reduzido (microcefalia) se devia à destruição de diversas partes do cérebro. Um dos fetos também apresentava calcificações nos olhos e microftalmia. O Ministério reportou posteriormente pelo menos 2400 casos suspeitos de microcefalia no país até 12 de dezembro de 2015 e 29 mortes.. Debora Diniz, antropóloga brasileira, tem arletado sobre o risco de uma contaminação mundial devido ao alastramento no nordeste brasileiro.
Uma equipe de cientistas, incluindo a Escola de Saúde Pública de Yale, a Fundação Oswaldo Cruz (Fiocruz), a Universidade Federal da Bahia e a Universidade Rockefeller, descobriram que as mães produzem alguns anticorpos para combater a infecção pelo zika. E, segundo os cientistas, os anticorpos eram possíveis culpados que contribuíam para os defeitos congênitos.

## Causas

### Reservatório natural
O vírus zica é um flavivírus transmitido por mosquitos, bastante relacionado com o vírus da dengue. Embora os mosquitos sejam o vetor, o reservatório natural ainda é desconhecido, embora tenham sido encontradas evidências serológicas em macacos e roedores da África ocidental.

### Transmissão
A transmissão da doença dá-se através da picada de mosquitos do género Aedes, principalmente o Aedes aegypti em regiões tropicais. A doença foi também isolada nas espécies Ae. africanus, Ae. apicoargenteus, Ae. luteocephala, Ae. vittatus e Ae. furcifer. Durante o surto de 2007 na ilha de Yap no Pacífico sul, o vetor foi o Aedes hensilli, enquanto na Polinésia Francesa em 2013 o vetor foi o Aedes polynesiensis.
Existem relatórios de dois casos de possível transmissão por via sexual e casos de transmissão perinatal. Tal como outros flavivírus, pode ser potencialmente transmitido por transfusões de sangue e vários países afetados têm vindo a tomar medidas para realizar rastreio a dadores de sangue.

## Diagnóstico
É difícl realizar o diagnóstico de febre por vírus zica com base apenas nos sinais e sintomas clínicos devido à semelhança com outros arbovírus endémicos de regiões semelhantes. Os Centros de Controle e Prevenção de Doenças (CDC) norte-americanos recomendam que "com base nas características clínicas típicas, o diagnóstico diferencial para a infeção por vírus zica é amplo. Para além da dengue, são consideradas outras infeções como leptospirose, malária, rickettsia, rubéola, Streptococcus pyogenes, sarampo e infeções por parvovírus, enterovírus, adenovírus e alfavírus (por exemplo, chicungunha, febre de Mayaro, febre do rio Ross, vírus da floresta de Barmah, vírus O'nyong-nyong e vírus Sindbis)."
Em pacientes com doença aguda, o vírus zica pode ser identificado através de RT-PCR. No entanto, o período de viremia pode ser curto e a Organização Mundial de Saúde recomenda que as análises RT-PCR sejam feitas em amostras de soro recolhidas entre 1 a 3 dias após o aparecimento de sintomas, ou em amostras de urina recolhidas nos primeiros 3 a 5 dias. Posteriormente, pode ser utilizada serologia para deteção de anticorpos IgM e IgG específicos do vírus zica. Os anticorpos IgM são detetáveis até 3 dias após o aparecimento da doença. No entanto, é possível a ocorrência de reações serológicas cruzadas com flavivírus semelhantes, como os da dengue e do Nilo Ocidental. Estão disponíveis ensaios  para os anticorpos do vírus zica, embora a sua comercialização ainda não tenha sido aprovada.

### Rastreio na gravidez
O CDC recomenda o rastreio em algumas mulheres grávidas, mesmo que não apresentem sintomas ou infeção. As grávidas que tenham viajado para regiões afetadas devem ser testadas entre uma e doze semanas depois do regresso da viagem. Devido à dificuldade na interpretação das análises para o vírus do zica, o CDC também recomenda que os prestadores de cuidados de saúde contactem as autoridades para pedir assistência. Para mulheres que vivam nas regiões afetadas, o CDC recomenda que sejam feitos exames durante a primeira consulta ou a meio do segundo semestre, embora isto possa ser ajustado mediante os recursos locais disponíveis e o custo económico local do vírus. Se existirem sinais da doença por vírus zica, deverão ser realizados exames adicionais. As mulheres com resultados positivos devem ter o feto monitorizado por ecografia a cada três ou quatro semanas, de modo a acompanhar a anatomia e crescimento do bebé.

### Rastreio em crianças
Nas crianças em que haja suspeita de doença congénita provocada pela febre zica, o CDC recomenda exames tanto serológicos como moleculares, como o RT-PCR, ELISA IgM e o teste de neutralização por redução de placas (PRNT). Os recém-nascidos de uma mãe que tenha sido potencialmente exposta ao vírus e que tenham tido resultados positivos nas análises ao sangue, microcefalia ou calcificações intracranianas devem realizar mais exames, incluindo uma investigação detalhada para anormalidades neurológicas, características dismórficas, esplenomegalia, hepatomegalia e exantema ou outras lesões da pele. Entre outros exames recomendados estão a ecografia craniana e avaliação da audição e visão. Devem ser realizados exames a todas as anomalias encontradas, assim como a outras potenciais infeções congénitas, como sífilis congénita, toxoplasmose, rubéola, infeções por citomegalovírus, coriomeningite linfocitária e herpes simplex virus.

## Prevenção

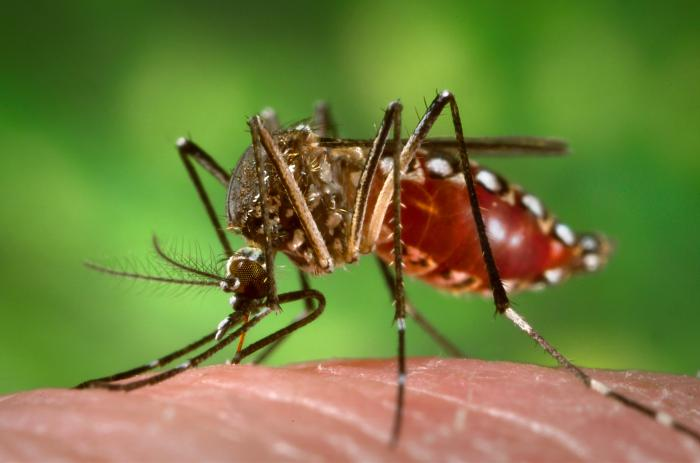
As picadas de mosquitos do género Aedes são o vetor de transmissão do vírus zica. Evitar a picada é um elemento fundamental do controlo da infeção.

O vírus é transmitido por mosquitos, o que faz do evitar o mosquito um elemento fundamental do controlo da doença. O CDC recomenda que :
- As pessoas cubram a pele exposta, vestindo camisas de manga comprida e calças compridas;
- Seja usado repelente de insetos que contenha DEET, icaridina, p-Menthane-3,8-diol ou IR3535 e que seja reaplicado no intervalo de tempo determinado nas instruções;
- No caso de utilizar protetor solar em conjunto com repelente de insetos, seja primeiro aplicado o protetor, deixar secar e só depois aplicar o repelente:
- Não seja aplicado repelente nas mãos, olhos ou boca das crianças;
- As pessoas permaneçam em espaços com ar condicionado ou protegidos por redes mosquiteiras;
- Sejam usadas redes mosquiteiras na cama, no caso do quarto estar exposto ao exterior.

O CDC também recomenda estratégias para controlo dos mosquitos, como a eliminação de poças de água estagnada, a reparação das fossas séticas e a proteção de portas e janelas com redes mosquiteiras. Em contentores de água podem ser usados larvicidas, enquanto que os mosquitos em voo podem ser mortos com inseticida.
Uma vez que o vírus zica pode ser transmitido por via sexual, recomenda-se que as pessoas que tenham viajado para regiões onde a doença esteja a ocorrer, ou que tenham contacto com quem tenha viajado, que usem sempre preservativo. No caso da mulher estar grávida, devem-se abster de relações sexuais ou usar igualmente preservativo.

### Alerta de viagens
Devido ao aumento do número de evidências da relação entre o vírus zica e microcefalia, o CDC emitiu um alerta de viagem que aconselhava as grávidas a considerar adiar a deslocação para os seguintes países e territórios:
- Cabo Verde[53]
- Caraíbas, incluindo Barbados, Curaçao, República Dominicana, Guadalupe, Haiti, Jamaica, Martinica, Porto Rico, Ilha de São Martinho e Ilhas Virgens Americanas;[54]
- América Central, incluindo Costa Rica, El Salvador, Guatemala, Honduras, Nicarágua e Panamá;[55]
- México[56]
- Ilhas do Pacífico, incluindo Samoa Americana, Samoa e Tonga;[57]
- América do Sul, incluindo Bolívia, Brasil, Colômbia, Equador, Guiana Francesa, Guiana, Paraguai, Suriname e Venezuela[58]

As autoridades de saúde também recomendam que as mulheres que estejam a considerar uma gravidez consultem um médico antes de viajar.

## Tratamento
Não existe atualmente tratamento específico para a infeção por vírus zica. Os cuidados de apoio consistem no alívio da dor, febre e prurido. Algumas autoridades de saúde recomendam que não sejam tomadas aspirinas ou outros anti-inflamatórios não esteroides, uma vez que estes têm sido associados a síndrome hemorrágica quando usados em outros flavivírus. Para além disso, o uso de asprina não é recomendado em crianças devido ao risco de síndrome de Reye.
Até ao surto de 2015, o vírus zica tinha sido relativamente pouco estudado e não existem atualmente tratamentos antivirais. Os conselhos dados às mulheres grávidas incidem sobre evitar o risco de infeção o máximo possível, já que uma vez contraída a infeção pouco ou nada há que possa ser feito para além do tratamento de apoio.

## Epidemiologia

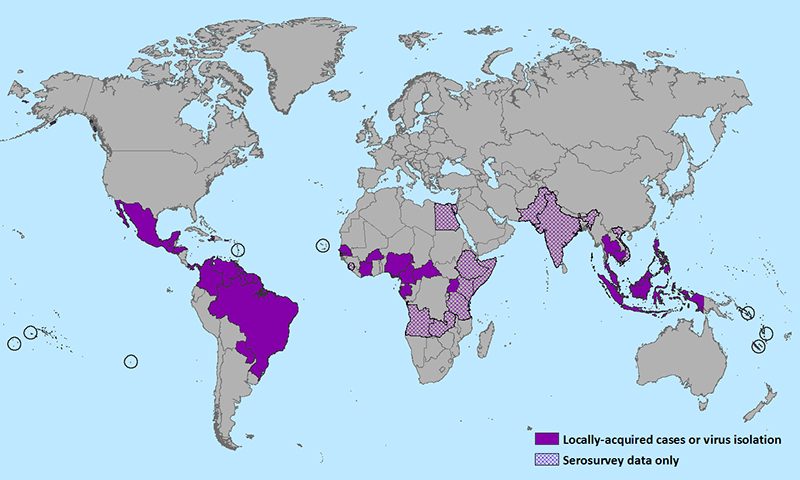
Países com evidências atuais ou passadas de transmissão de vírus zica à data de janeiro de 2016.

O primeiro caso conhecido de febre por vírus zica ocorreu no Uganda em 1947, num macaco rhesus na floresta de Zika. Os estudos populacionais feitos na época no Uganda verificaram uma prevalência de 6,1%. Os primeiros casos entre seres humanos foram registados na Nigéria em 1954. Desde então, têm sido registados alguns surtos nas regiões tropicais de África e em algumas regiões do Sudeste Asiático. Não há casos documentados de vírus Zica no subcontinente indiano, embora alguns estudos tenham encontrado anticorpos de zica em pessoas saudáveis na Índia, o que pode indicar exposição no passado ou ser devido a uma reação cruzada com outros flavivírus. Com recurso a análises filogenéticas das estirpes asiáticas, estimou-se que o vírus zica se deslocou para o sudeste asiático por volta de 1945. Em 1977-78, o vírus foi descrito como causa de febre na Indonésia.
O primeiro grande surto, com 185 casos, ocorreu em 2007 nas ilhas Yap nos Estados Federados da Micronésia. Foram confirmados 108 casos com PCR ou serologia, acrescidos de 72 casos suspeitos. Os sintomas mais comuns foram febre, exantema, artralgia e conjuntivite. Não foram registadas mortes. O mosquito Aedes hensilli foi a espécie predominante durante o surto, tendo sido o provável vetor da transmissão. Embora ainda não se tenha a certeza sobre a forma como o vírus entrou nas ilhas, é provável que tenha ocorrido através da introdução de mosquitos infetados ou de uma pessoa portadora de uma estirpe semelhante à do sudeste asiático. Foi também a primeira vez que a febre zica foi reportada fora de África ou da Ásia. Antes do surto das ilhas Yap, tinham sido registados apenas 14 casos humanos de febre zica. Em 2013 ocorreu outro surto significativo na Polinésia Francesa, que se pensa ter tido origem numa introdução independente daquela das ilhas Yap.

### Surto na América
Desde o seu aparecimento no hemisfério ocidental em fevereiro de 2014, o vírus propagou-se rapidamente por toda a América do Sul e América Central, atingindo o México em novembro de 2015. Embora tenha sido observado esporadicamente em viajantes nos Estados Unidos e na Europa, nessas áreas não ocorreu contágio de pessoa para pessoa, exceto um caso em fevereiro de 2016 onde se suspeita de contégio por via sexual a partir de uma pessoa que viajou para uma região de surto.
Em maio de 2015, o Brasil divulgou oficialmente os seus primeiros 16 casos da doença. De acordo com o Ministério de Saúde brasileiro, à data de novembro de 2015 não havia ainda contagem oficial do número de pessoas infetadas com o vírus no país, uma vez que a doença não está sujeita a declaração obrigatória. Ainda assim, foram relatados casos em 14 Estados. Suspeita-se também que o vírus transmitido por mosquito seja a causa de 2400 possíveis casos de microcefalia e 29 mortes de crianças no Brasil em 2015. Destes 2400 casos suspeitos em 2015, em dezembro estavam a ser investigados 2165 casos, dos quais 134 foram confirmados e em 102 foi eliminada a suspeita de microcefalia.
Em 24 de janeiro de 2016, a Organização Mundial de Saúde advertiu que é provável que o vírus se propague para praticamente todos os países do continente americano, uma vez que o seu vetor, o mosquito Aedes aegypti, se encontra em todos os países da região, exceto no Canadá e no Chile continental.
Tanto a Organização Pan-Americana da Saúde como a Organização Mundial de Saúde (OMS) emitiram comunicados de preocupação com o impacto na saúde pública da propagação do vírus zica e a sua ligação com a SGB e a microcefalia. A diretora-geral da OMS, Margaret Chan, emitou uma declaração em fevereiro de 2016 em que afirmava que o recente foco de casos de microcefalia e outros distúrbios neurológicos reportados no Brasil, na sequência de um foco semelhante em 2014 na Polinésia Francesa, constitui uma emergência de saúde pública de preocupação internacional. A declaração de emergência permite à OMS coordenar a resposta internacional à propagação do vírus, dando também às suas recomendações força de lei internacional ao abrigo dos regulamentos de saúde internacionais de 2005.

## Investigação
Entre alguns métodos experimentais de prevenção estão a reprodução e libertação de mosquitos geneticamente modificados de forma a não serem capazes de transmitir patógenos, ou que tenham sido infetados com a bactéria Wolbachia, que se acredita inibir a propagação do vírus.
Um estudo in vitro observou que o vírus zica pode ser sensível a tratamento com interferões, que são frequentemente usados contra outras infeções virais. No entanto, estes resultados ainda não foram testados em animais ou seres humanos.